# پل بن-ویکتور
پل بن-ویکتور (انگلیسی: Paul Ben-Victor؛ زادهٔ ۲۴ ژوئیهٔ ۱۹۶۵) بازیگر اهل ایالات متحده آمریکا است.
از فیلم‌ها یا برنامه‌های تلویزیونی که وی در آن نقش داشته است، می‌توان به دان جان، نهایت خطر، تفنگ خجالتی، بی‌باک، مترو، دیوانه در آلاباما، روی عروسک، امپایر استیت، غرق‌شدن مونا، داستان عاشقانه واقعی، خیابان‌ها، مفسد، سرسخت شدن، انی‌تاون و سوپر اشاره کرد.